# Johann Crüger
Johann Crüger (Groß Breesen, prop de Guben - Berlín, 23 de febrer de 1662) fou un compositor alemany.
Després d'estudiar teologia a Wittenberg (1620), fou cantor 1662, de la referida església. Es donà conèixer com a musicògraf en les obres següents: Praecepta musicae practicae figuralis (Berlín, 1625), obra publicada després en alemany amb el títol de Rechter Weg zur Lust Kunst, Quaestiones musicae practicae (per escoles, Berlín, 1650)...

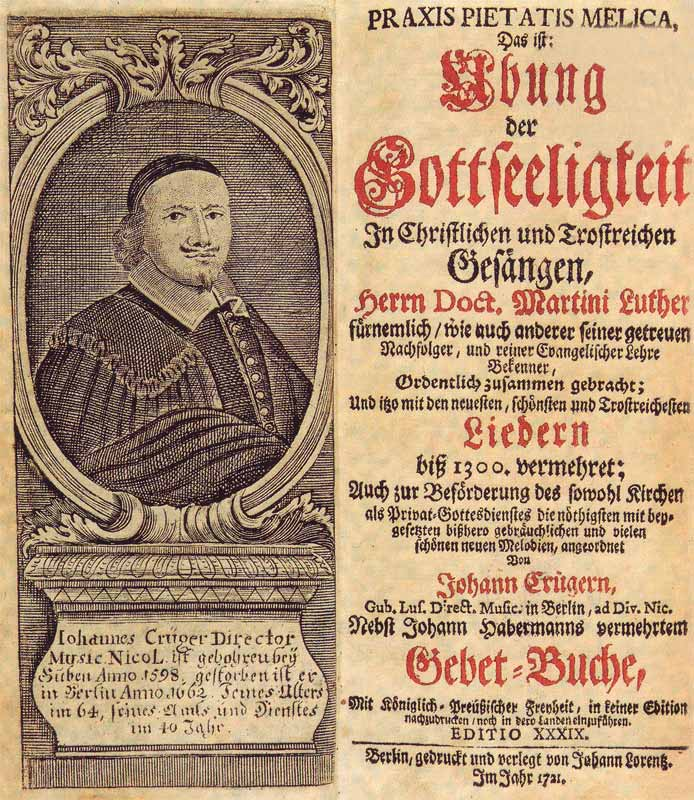
Frontispici del llibre Praxis pietatis melica

Les seves composicions, oblidades per la quasi totalitat dels llibres de música de la seva època i algunes de les quals es cantaven encara a principis del segle XX (Jesús meine Zuversicht, Nun danket alle Gott, Schücke dich O liebe Seele, entre altres), aparegueren, tanmateix, en diferents col·leccions, sota els títols: Praxis pietatis, oder geistliche Melodiem ueber Dr. Luthers una andere Gesänge (Leipzig, 1644, editada nombroses de vegades), Paradisos musicus musicalisches Lustgärtlein (Frankfurt de l'Oder, 1622), Recreationes musicae d,h. Neue poetische, etc. (Leipzig, 1631) i altres. Langbecker publicà una obra envers aquest compositor titulada: Johan Cruger von 1622 bis, 1622 Musik-Director an der Saint Nicolai Kirche in Berlín choral Melo.
Morí sent director a la capella de l'església de Sant Nicolau.